# Šuja (přítok Oněžského jezera)
Šuja (rusky Шуя nebo Суойоки) je řeka v Karelské republice v Rusku. Je 194 km dlouhá. Její povodí má rozlohu 10 100 km².

## Průběh toku
Odtéká z jezera Suojarvi (rozloha 58,5 km²). Protéká řetězem mělkých jezer, z nichž největší je Šotozero (rozloha 74 km²) a ústí do Logmozera (rozloha 16 km²), které je spojené průtokem (0,8 km) s Oněžským jezerem. Jezernatost činí 10,6 %. Průměrný průtok 11 km od ústí je 90,2 m³/s.

## Vodní stav
Zamrzá v listopadu až v lednu. Rozmrzá v dubnu až v první polovině května. Při odtoku ze Suojarvi je regulována. Je splavná. Řeka několikrát za rok mění směr toku, což je způsobuje jezero Uškozero, které je napájené podzemními prameny. Když jeho hladina klesne, tak voda do něj začne přitékat z řeky.